# Иоанна Австрийская
Иоанна Австрийская (нем. Johanna von Österreich, итал. Giovanna d'Austria; 24 января 1547, Прага — 10 апреля 1578, Флоренция) — младшая дочь императора Фердинанда I и королевы Анны Ягеллонки, великая герцогиня Тосканская, первая жена герцога Франческо I, мать королевы Франции Марии Медичи.

## Биография
Была младшей из 15 детей в семье, мать умерла через два дня после её рождения. Получила обширное образование в области философии, искусства, музыки, говорила на французском, испанском, итальянском, венгерском и латыни, не считая немецкого.

### Брак с Медичи
Её брат император Максимилиан II, следуя желаниям родителей, договорившихся о браке Иоанны с представителем рода Медичи (недавно вошедших в число правящих европейских династий), выдал её замуж за наследника флорентийского герцога — Франческо. Брак с представительницей самой могущественной в Европе династии — Габсбургами, был для Медичи весьма престижным.
18 декабря 1565 года состоялось её бракосочетание с Франческо Медичи. Невеста прибыла через Порто-аль-Прато. Организацией праздника занимались Джорджо Вазари и Винченцо Боргини с помощью Джованни Каччини. На празднествах играли комедию в стихах «Cofanario» Франческо д’Амбры. В числе фресок, созданных в честь свадьбы, были фрески в Палаццо Веккьо и Коридоре Вазари, а также Фонтан Нептуна. У дворца Борго деи Оньисанти были размещены две статуи Франческо Камилла, символизировавшие Тоскану и Австрию.
Муж все время их супружества сохранял начавшиеся задолго до того отношения со своей любовницей Бьянкой Каппелло — пышной венецианкой с золотыми волосами. Муж игнорировал болезненную, меланхолическую Иоанну, рожавшую только девочек, к которой, вдобавок, с неприязнью относились подданные из-за её австрийского происхождения. К ней хорошо относился лишь свёкор Козимо I, повелевший специально для Иоанны декорировать особый дворик в Палаццо Веккьо: в люнетах ученики Вазари написали виды Австрии, а для фонтана с виллы Кареджи привезли статую Андреа дель Верроккьо «Путти с дельфином».
В 1576 году брат Иоанны император Максимилиан не только дал её мужу титул герцога, но и преобразовал его владения в герцогство, над которым не имел власти Папа Римский.
За 12 лет брака Иоанна произвела на свет 8 детей и скончалась в возрасте 31 года. 10 апреля 1578 года, беременная 8-м ребёнком Иоанна упала с лестницы флорентийского Палаццо Дукале (также встречаются упоминания об отравлении). Несколько часов спустя она разродилась сыном, который тотчас скончался. На следующее утро, 11 апреля, умерла и роженица. Похоронена в базилике Сан Лоренцо в капелле Медичи (рядом в 1587 году был захоронен её муж).
Спустя несколько месяцев после её кончины Франческо поспешно женился на Бьянке Каппелло. Таинственные обстоятельства вокруг несчастного случая породили слухи об убийстве.

## Дети
Единственный сын Иоанны и Франческо, названный Филиппом, умер в возрасте пяти лет, поэтому престол Тосканы отошёл к Фернандо, брату Франческо. Дочери Иоанны также не отличались здоровьем, большинство из них умерло в младенчестве.
1. Элеонора Медичи (1566—1611), супруга Винченцо I Гонзага, мать Элеаноры Гонзага, будущей императрицы;
2. Ромола (1568)
3. Анна (1569—1584)
4. Изабелла (1571—1572)
5. Лукреция (1572—1574)
6. Мария Медичи (1573—1642), супруга короля Франции Генриха IV;
7. Филипп (1577—1582), крещен в честь кузена Иоанны короля Испании Филиппа II
8. некрещёный ребёнок (1578).